# Kenshin le vagabond
Autre
Kenshin le vagabond (るろうに剣心, Rurōni Kenshin) est un manga de Nobuhiro Watsuki. Il est prépublié entre 1994 et 1999 dans le magazine Weekly Shōnen Jump de l'éditeur Shūeisha, et est compilé en un total de vingt-huit volumes. La version française est publiée en intégralité par Glénat.
Il est adapté en une série télévisée d'animation de 95 épisodes ainsi qu'en film d'animation. Les 62 premiers épisodes reprennent les 18 premiers tomes alors que les épisodes 63 à 95 sont des épisodes totalement différents du manga. De plus, une série de quatre OAV raconte le passé de Kenshin, et explique notamment la balafre en forme de croix présente sur sa joue. Une deuxième série conclut cette adaptation. Ces OAV diffèrent, par leur noirceur, du manga original. La série, les OAV ainsi que le film d'animation sont disponibles en version française chez Dybex. Cinq films live sont également sortis entre août 2012 et juin 2021.
Un manga nommé Kenshin le vagabond : Restauration (るろうに剣心 -キネマ版-, Rurouni Kenshin: Tokuhitsu-ban), adaptation du premier film live sorti en 2012, est publié dans le magazine Jump Square entre mai 2012 et juin 2013, et comporte deux volumes. La version française est éditée par Glénat à partir de juillet 2014. Un troisième manga intitulé Rurouni Kenshin, Meiji Kenkaku Romantan: Hokkaido-hen (るろうに剣心 ─明治剣客浪漫譚・北海道編─) est publiée depuis septembre 2017.
Une nouvelle adaptation en anime par le studio Liden Films se veut plus fidèle au manga avec une qualité d'animation et sonore moderne. La première saison est diffusée entre juillet et décembre 2023, la deuxième saison entre octobre 2024 et mars 2025, tandis qu'une troisième saison est en production.

## Synopsis
L'histoire se passe en 1878 à Tokyo. Kenshin Himura, ancien assassin surnommé Battôsaï, littéralement « maître dans le dégainage de l'épée », durant l'époque du règne des Tokugawa, cache un passé très lourd.
Devenu un vagabond depuis l'instauration de l'ère Meiji, il parcourt le pays muni de son sabre à lame inversée, avec le désir de ne plus tuer. Il rencontre une jeune fille qui cherche à protéger son dōjō, Kaoru Kamiya, et finit par s'installer chez elle après l'avoir aidée. Peu à peu, ils vont rencontrer leurs futurs compagnons : Yahiko Myôjin, un garçon issu de la classe des samouraïs qui devient le disciple de Kaoru, et Sanosuke Sagara, un adepte en bagarre de rue.
Malgré son désir de ne plus tuer, Kenshin se fait rattraper par son passé et le gouvernement a souvent besoin de lui. En effet, même si la paix est rétablie dans le Japon, certains hommes cherchent encore leur place dans cette nouvelle société loin d'être parfaite. De plus, malgré la nouvelle place de Kenshin aux côtés de Kaoru, persiste en lui une pensée sombre et douloureuse.
Le premier combat qui va réellement mobiliser toutes les forces de la bande de Kenshin est celui mené contre Aoshi Shinomori et le groupe Oniwaban. Puis, le Japon est convoité par Shishio Makoto, lui aussi un ancien assassin, que le gouvernement Meiji a tenté d'éliminer lorsqu'il n'en a plus eu besoin, et qui garde des brûlures sur tout le corps comme séquelles. Kenshin doit alors se rendre à Kyoto, il semblerait qu'il soit difficile pour lui de ne pas rompre son vœu de ne plus tuer. Mais Kenshin remporte la victoire.
Quelque temps plus tard, un homme du nom de Enishi Yukishiro convoite une vengeance particulière pour Battôsaï. En effet, il est le frère de la défunte épouse de Kenshin Himura, Tomoe, morte des mains du Battôsaï par accident.

## Personnages
- Kenshin Himura, 28 ans, garde le surnom de Battôsai l'assassin depuis le temps de la guerre. Il utilise désormais une épée à lame inversée, et jure de ne plus jamais tuer.
- Kaoru Kamiya, 17 ans, elle hérite le dojo de son père à la mort de ce dernier et enseigne l'art du sabre. Plus tard, elle devient la femme de Kenshin, et a un petit garçon avec lui: Kenji.
- Yahiko Myôjin, 10 ans, futur apprenti dans le dojo de Kaoru Kamiya et ancien petit voleur, son père était samouraï mais il est malheureusement mort comme sa mère: ce qui fait de lui un orphelin.
- Sanosuke Sagara, 19 ans, un bagarreur. Ami et compagnon de Kenshin.
- Megumi Takani, 22 ans, apprentie médecin que Kenshin avait sauvée.
- Aoshi Shinomori, membre du groupe des Oniwaban et rival de Kenshin.
- Hajime Saito, anciens chef de la troisième division des Shisengumis et ancien ennemi de Kenshin.
- Tomoe Yukishiro, première femme de Kenshin. Cette dernière, folle de douleur après avoir appris la mort de son fiancé par la faute de Battôsai, s'enrôla dans un plan pour le tuer. Mais après plusieurs mois de cohabitation, elle se rendit compte de son amour pour lui et le sauva, au prix de sa vie.
- Kanryû Takeda est un homme d'affaires, un peu louche d'après plusieurs personnes.

## Manga
Le manga Kenshin le vagabond est écrit et illustré par Nobuhiro Watsuki. Il est prépublié dans le magazine Weekly Shōnen Jump de l'éditeur japonais Shūeisha du 25 avril 1994, au 21 septembre 1999,. Les 255 chapitres ont été compilés et publiés en 28 volumes, le premier volume étant sorti le 9 septembre 1994 et le dernier le 4 novembre 1999. La série est ensuite rééditée au format kanzenban et bunko. Deux guide books sont également sortis, le deuxième proposant notamment une fin alternative à l'animation.
La version française est publiée en intégralité par Glénat. La série bénéficie d'une nouvelle édition appelée Kenshin Perfect Édition toujours chez Glénat de décembre 2009 à juillet 2013. Elle se différencie notamment de la précédente édition par un format plus grand (145 mm x 210 mm), un découpage différent en 22 volumes, avec les onomatopées d’origine, une nouvelle traduction et des pages en couleurs, mais perd les pages de notes de l'auteur présent dans la première édition.
Un manga nommé Kenshin le vagabond : Restauration (るろうに剣心 -キネマ版-, Rurouni Kenshin: Tokuhitsu-ban), adaptation du premier film live sorti en 2012, est publié dans le magazine Jump Square entre mai 2012 et juin 2013, et comporte deux volumes. La version française est éditée par Glénat à partir de juillet 2014. Un troisième manga intitulé Rurouni Kenshin, Meiji Kenkaku Romantan: Hokkaido-hen (るろうに剣心 ─明治剣客浪漫譚・北海道編─) est publiée depuis septembre 2017.

## Anime

### Série télévisée
Le manga est adapté en une série télévisée d'animation de 95 épisodes de 1996 à 1998. La première saison est composée de plusieurs histoires se déroulant de 1 à 4 épisodes maximum. Le début de la série permet l'introduction des différents personnages principaux (adaptation du manga) pour enchaîner sur des histoires variées dont le ton est plus ou moins dramatique ou comique (histoires inédites). Toute la seconde saison relate le combat que va se livrer le groupe de Kenshin à celui de Shishio (histoire issue du manga). La troisième saison est découpée en plusieurs histoires comme pour la première saison (composé d'histoires inédites). Elle n'est donc pas primordiale pour la série mais intéressante pour les fans. Depuis 2010, Dybex réédite la série en version française doublée.
Une nouvelle adaptation en anime par le studio Liden Films est annoncée le 19 décembre 2021 lors du Jump Festa '22. Cette nouvelle version se veut plus fidèle au manga avec une qualité d'animation et sonore moderne. La première saison a commencé en juillet 2023. La deuxième saison est annoncée le 17 décembre 2023 lors du Jump Festa 2024 et est diffusée à partir du 3 octobre 2024. La troisième saison est annoncée le 22 mars 2025 lors de l'AnimeJapan 2025.

#### Liste des épisodes (2023)

##### Saison 1
| No                                                   | Titre de l’épisode en français           | Titre de l’épisode en japonais                                         | Date de 1re diffusion |
| ---------------------------------------------------- | ---------------------------------------- | ---------------------------------------------------------------------- | --------------------- |
| 1                                                    | Kenshin Himura Battosai                  | 剣心・緋村抜刀斎 Kenshin・Himura Battosai                              | 6 juillet 2023        |
| [Chapitre 1]                                         |                                          |                                                                        |                       |
| 2                                                    | Yahiko Myojin, fils de samouraï de Tokyo | 東京府士族・明神弥彦 Tokyo Fushizoku・Myoujin Yahiko                   | 13 juillet 2023       |
| [Chapitres 2-3]                                      |                                          |                                                                        |                       |
| 3                                                    | Le renouveau de l’esprit vivant          | 活心流・再始動 Kasshin-ryuu・Saishidou                                 | 20 juillet 2023       |
| [Chapitres 3-4]                                      |                                          |                                                                        |                       |
| 4                                                    | Sanosuke Sagara le bagarreur             | 喧嘩の男・相楽左之助 Kenka no Otoko・Sagara Sanosuke                   | 27 juillet 2023       |
| [Chapitres 5-6]                                      |                                          |                                                                        |                       |
| 5                                                    | Un nouveau venu                          | そして仲間がまた一人 Soshite Nakama ga Mata Ichi-nin                   | 3 août 2023           |
| [Chapitres 7-8-9]                                    |                                          |                                                                        |                       |
| 6                                                    | Le Chapeau noir                          | 黒笠 Kurogasa                                                          | 10 août 2023          |
| [Chapitres 9-10-11]                                  |                                          |                                                                        |                       |
| 7                                                    | Les deux assassins                       | 人斬りふたり (Hitokiri Futari)                                         | 17 août 2023          |
| [Chapitres 12-13-14]                                 |                                          |                                                                        |                       |
| 8                                                    | La belle fugitive                        | 逃走麗女 (Beauty on the Run)                                           | 24 août 2023          |
| [Chapitres 15-16-17]                                 |                                          |                                                                        |                       |
| 9                                                    | L’attaque des Oniwaban                   | 御庭番強襲 (Oniwaban Kyuushuu)                                         | 31 août 2023          |
| [Chapitres 17-18-19]                                 |                                          |                                                                        |                       |
| 10                                                   | La raison d’agir                         | 動く理由 (Ugoku Wake)                                                  | 7 septembre 2023      |
| [Chapitres 20-21-22]                                 |                                          |                                                                        |                       |
| 11                                                   | Hannya le brave et Shikijô le balafré    | 壮烈の般若・創痍の式尉 (Savage Han'nya - Honorable Shikijo)            | 14 septembre 2023     |
| [Chapitres 23-24-25]                                 |                                          |                                                                        |                       |
| 12                                                   | Aoshi Shinomori - L'okashira             | 御頭・四之森蒼紫 Okashira・Shinomori Aoshi                             | 21 septembre 2023     |
| [Chapitres 26-27-28]                                 |                                          |                                                                        |                       |
| 13                                                   | L'issue du combat                        | 死闘の果て Shitou no Hate                                              | 28 septembre 2023     |
| [Chapitres 28-29-30]                                 |                                          |                                                                        |                       |
| 14                                                   | Le combat de Yahiko                      | 弥彦の戦い Yahiko no Tatakai                                           | 5 octobre 2023        |
| [Chapitres 31-32-33]                                 |                                          |                                                                        |                       |
| 15                                                   | Raijûta                                  | その男・雷十太 Sono Otoko Raijuuta                                     | 12 octobre 2023       |
| [Chapitres 34-35-36-37]                              |                                          |                                                                        |                       |
| 16                                                   | L'Homme idéal                            | 理想の男 Risou no Otoko                                                | 19 octobre 2023       |
| [Chapitres 38-40-41]                                 |                                          |                                                                        |                       |
| 17                                                   | La fin du combat                         | 決着 Ketchaku                                                          | 26 octobre 2023       |
| [Chapitres 42-43-44]                                 |                                          |                                                                        |                       |
| 18                                                   | Sanosuke et son estampe                  | 左之助と錦絵 Sanosuke to Nishiki-e                                     | 2 novembre 2023       |
| [Chapitres 45-46]                                    |                                          |                                                                        |                       |
| 19                                                   | Tsunan et sa dernière estampe            | 津南と錦絵 Tsunan to Nishiki-e                                         | 9 novembre 2023       |
| [Chapitres 47 + rajout]                              |                                          |                                                                        |                       |
| 20                                                   | Kenshin le vagabond, acte 0,partie 1     | 明治剣客浪漫譚 第零幕 前編 Meiji Kenkaku Roman Tan Dai Rei-maku Zenpen | 16 novembre 2023      |
| [Kenshin le vagabond - Restauration - chapitre 3.5 ] |                                          |                                                                        |                       |
| 21                                                   | Kenshin le vagabond, acte 0,partie 2     | 明治剣客浪漫譚 第零幕 後編 Meiji Kenkaku Roman Tan Dai Rei-maku Kouhen | 23 novembre 2023      |
| [Kenshin le vagabond - Restauration - chapitre 3.5 ] |                                          |                                                                        |                       |
| 22                                                   | La résurrection du loup                  | 蘇る狼 Yomigaeru Ookami                                                | 30 novembre 2023      |
| [Chapitres 48-49-50-51]                              |                                          |                                                                        |                       |
| 23                                                   | Le loup montre les crocs                 | 牙を剥く狼 Kiba wo Muku Ookami                                         | 7 décembre 2023       |
| [Chapitres 51-52-53-54]                              |                                          |                                                                        |                       |
| 24                                                   | Le 14 mai 1878                           | 明治十一年五月十四日 Meiji Jyuuichinen Gogatsu Jyuuyokka               | 14 décembre 2023      |
| [Chapitres 55-56-57]                                 |                                          |                                                                        |                       |

##### Saison 2 - Kyoto Disturbance
| No                           | Titre français                               | Titre japonais | Titre japonais | Date de 1re diffusion |
| No                           | Titre français                               | Kanji          | Rōmaji         | Date de 1re diffusion |
| ---------------------------- | -------------------------------------------- | -------------- | -------------- | --------------------- |
| 1 (25)                       | Partons pour Kyôto                           |                |                | 3 octobre 2024        |
| [Chapitres 58-59-60]         |                                              |                |                |                       |
| 2 (26)                       | A pied sur le Tokaido                        |                |                | 10 octobre 2024       |
| [Chapitres 60-61-62-63]      |                                              |                |                |                       |
| 3 (27)                       | Le village abandonné                         |                |                | 17 octobre 2024       |
| [Chapitres 64-65-66]         |                                              |                |                |                       |
| 4 (28)                       | Portrait d'un ambitieux                      |                |                | 24 octobre 2024       |
| [Chapitres 67-68-69-70]      |                                              |                |                |                       |
| 5 (29)                       | En route pour Kyoto, à nouveau               |                |                | 31 octobre 2024       |
| [Chapitres 70-71]            |                                              |                |                |                       |
| 6 (30)                       | Rencontre en forêt                           |                |                | 7 novembre 2024       |
| [Chapitres 72-73]            |                                              |                |                |                       |
| 7 (31)                       | Arrivée à Kyoto                              |                |                | 14 novembre 2024      |
| [Chapitres 74-75-76]         |                                              |                |                |                       |
| 8 (32)                       | Les dix sabres - Cho                         |                |                | 21 novembre 2024      |
| [Chapitres 76-77-78]         |                                              |                |                |                       |
| 9 (33)                       | Le sabre tabou                               |                |                | 28 novembre 2024      |
| [Chapitres 79-80-81]         |                                              |                |                |                       |
| 10 (34)                      | La lame inversée, première sortie            |                |                | 5 décembre 2024       |
| [Chapitre 81 + rajout]       |                                              |                |                |                       |
| 11 (35)                      | Seijuro Hiko                                 |                |                | 12 décembre 2024      |
| [Chapitres 82-83-84]         |                                              |                |                |                       |
| 12 (36)                      | La réunion des démons                        |                |                | 19 décembre 2024      |
| [Chapitres 85-86-87]         |                                              |                |                |                       |
| 13 (37)                      | Aoshi contre Okina                           |                |                | 9 janvier 2025        |
| [Chapitres 88-89-90-91]      |                                              |                |                |                       |
| 14 (38)                      | Le choix de Misao                            |                |                | 16 janvier 2025       |
| [Chapitres 91-92-93]         |                                              |                |                |                       |
| 15 (39)                      | Entre la vie et la mort                      |                |                | 23 janvier 2025       |
| [Chapitres 94-95-96]         |                                              |                |                |                       |
| 16 (40)                      | Le rassemblement des dix sabres              |                |                | 30 janvier 2025       |
| [Chapitres 96-97-98]         |                                              |                |                |                       |
| 17 (41)                      | Un autre objectif                            |                |                | 6 février 2025        |
| [Chapitres 98 + rajout]      |                                              |                |                |                       |
| 18 (42)                      | A tombeau ouvert !                           |                |                | 13 février 2025       |
| [Chapitres 99 + rajout]      |                                              |                |                |                       |
| 19 (43)                      | Le grand incendie de Kyoto, première partie  |                |                | 20 février 2025       |
| [Chapitres 100-101 + rajout] |                                              |                |                |                       |
| 20 (44)                      | Le grand incendie de Kyoto, deuxième partie  |                |                | 27 février 2025       |
| [Chapitres 100 + rajout]     |                                              |                |                |                       |
| 21 (45)                      | Le grand incendie de Kyoto, troisième partie |                |                | 6 mars 2025           |
| [Chapitres 101-102 + rajout] |                                              |                |                |                       |
| 22 (46)                      | Les pleurs                                   |                |                | 13 mars 2025          |
| [Chapitres 103-104]          |                                              |                |                |                       |
| 23 (47)                      | Une magnifique nuit                          |                |                | 20 mars 2025          |
| [Chapitres 105-106]          |                                              |                |                |                       |

### Films d'animation
Rurōni Kenshin: Ishin Shishi no Requiem est sorti en 1997.
Cette histoire inédite semble se passer après l'histoire de Shishio dans la série.
Elle revient sur le passé de Kenshin, l'introduction étant une séquence remontant à la révolution. Kenshin et ses amis rencontrent un groupe de personnes décidées à renverser le gouvernement actuel par la force.
Le film peut être considéré comme un grand épisode, cela signifie que l'on retrouve les personnages principaux de la série sans présentation. Il est donc recommandé de connaître la série (ou éventuellement le manga) pour le visionner.
Cet anime ne propose rien de nouveau, et permet juste aux héros de la série de se retrouver tous ensemble dans le même film.

### Original video animations (OAV)

#### Première partie
La première partie de quatre OAV (Rurōni Kenshin: Tsuiokuhen, Kenshin le Vagabond: Le Chapitre de la mémoire, 1999) est centrée sur le passé de Kenshin, correspondant à l'adaptation des chapitres des souvenirs dans le manga.
Ils racontent son enfance, son parcours durant la révolution qui a fait de lui un assassin réputé ainsi que l'apparition de sa cicatrice.
Ces OAV apportent beaucoup de renseignements sur Kenshin, ils sont donc un complément non négligeable à la série animée même si le traitement plus dramatique et le dessin sont différents. L'histoire se suffisant à elle-même. Cette histoire apparaît néanmoins dans le manga original, de par des bribes de souvenirs de Kenshin.
Cette histoire est relatée par Kenshin lui-même dans la 3e partie, quand Enishi attaque pour sa vengeance humaine.
Certains fans considèrent que cette série d'OAV est de très loin supérieure à la série, et donc la plus appréciée des fans du manga.

#### Seconde partie
La seconde partie de deux OAV (Rurōni Kenshin: Seisōhen, 2001) reprend quelques séquences de la série puis des images inédites pour proposer une fin à la saga. Elle doit donc être vue en dernier et n'a donc d'intérêt qu'à partir du moment où l'on a vu la série (ou lu le manga).
Sous forme de souvenirs, le début permet de faire un petit résumé des principales aventures de Kenshin et ses compagnons. Suit une adaptation très succincte du chapitre du manga sur la vengeance d'Enishi et faisant suite au chapitre des souvenirs. Le ton est assez tragique et ne laisse aucune place à l'humour.

#### New Kyoto Arc
La première partie intitulée Rurouni Kenshin: New Kyoto Arc: The Cage of Flames est sortie le 17 décembre 2011.
La seconde partie intitulée Rurouni Kenshin: New Kyoto Arc: The Chirps of Light est sortie le 23 juin 2012.
Résumé
Dans le Japon du XIXe siècle, une force obscure se cache sous le pays nouvellement réformé et menace de renverser le gouvernement actuel. Ce dernier est dirigé par Shishio Makoto, un ancien assassin du gouvernement qui a pris le poste de Kenshin après que ce dernier est parti à la retraite et a juré de ne plus jamais tuer. En raison de cette situation sans précédent, Kenshin quitte Edo et se retrouve à Kyoto pour mettre un terme aux plans de Shishio et sauver le pays.

## Films live
Le 28 juin 2011, une adaptation en film live, Rurouni Kenshin, est annoncée. Le film est réalisé par Keishi Ōtomo avec Takeru Satoh dans le rôle de Kenshin, Munetaka Aoki (en) celui de Sanosuke Sagara  et Emi Takei celui de Kaoru. Le film compile et remanie les événements des tomes 1 à 5 du manga. Il reprend également des éléments apparaissant plus tard comme le personnage de Saito Hajime et le passé de Kenshin. Le film est sorti au Japon le 25 août 2012 au cinéma et le 26 décembre en DVD/Bluray.
Une suite intitulée Rurōni Kenshin: Kyōto taika-hen (るろうに剣心 京都大火編), sortie le 1er août 2014 au Japon, remporte un franc succès avec environ 3,54 millions d'entrées.
Le troisième opus, Rurōni Kenshin: Densetsu no Saigo-hen (るろうに剣心 伝説の最期編), sort le 13 septembre 2014.
Enfin, deux nouveaux films, Kenshin : L'Achèvement et Kenshin : Le Commencement, sont sortis en 2021.

## Jeux vidéo
Kenshin et d'autres personnages font leur apparition dans la plupart des jeux vidéo dont les cross-over Jump Super Stars et Jump Ultimate Stars sortis sur Nintendo DS dans les années 2005 et 2006. Plusieurs opus de jeux basés sur la série originale sont également sortis au Japon.
Kenshin refait une nouvelle apparition avec Makoto Shishio dans le jeu vidéo J-Stars Victory Vs sorti sur PlayStation 3 et PlayStation Vita en 2014. Ils font de nouveau leur apparition sur le jeu vidéo Jump Force sorti en 2019 sur PlayStation 4, Xbox One et Microsoft Windows.